# Jungersen Bay
Jungersen Bay – niewielka zatoka w południowo-wschodnim końcu Admiralty Inlet przy brzegach Ziemi Baffina w północnej Kanadzie (terytorium Nunavut, region Qikiqtaaluk). Do zatoki uchodzi rzeka Jungersen.
Nazwa została nadana zatoce przez duńskiego naukowca Therkela Mathiassena.